# Real Bout Fatal Fury 2: The Newcomers
Real Bout Fatal Fury 2: The Newcomers (リアルバウト餓狼伝説2 THE NEWCOMERS Riarubauto garou densetsu 2 THE NEWCOMERS?, Pelea real leyenda del lobo hambriento 2 Los recién llegados) es un videojuego de lucha de 1998, desarrollado por SNK para la plataforma arcade Neo Geo. Es el séptimo juego de la serie Fatal Fury y el tercero de la subserie Real Bout. El juego utiliza los mismos gráficos que Real Bout Special, pero regresa al mismo sistema de lucha del primer Real Bout. Real Bout Fatal Fury 2: The Newcomers se incluyó en la compilación Fatal Fury Battle Archives Vol. 2 para PlayStation 2 en 2007 y esta compilación se relanzó en la PlayStation Store para PlayStation 4 en marzo de 2017.

## Sistema de juego
Real Bout 2 renueva el sistema de batalla de dos planos de Real Bout Special. En lugar de luchar en cualquiera de los dos planos, el jugador ahora está obligado a luchar en plano principal, mientras que el segundo plano es un «plano evasivo» utilizado para evitar ataques, similar al primer Real Bout. Los escenarios de un solo plano con trampas, vistos por última vez en Fatal Fury Special, también regresan.

## Personajes
Todos los personajes de Real Bout Special regresan, incluyendo a Geese Howard, como personaje seleccionable y que además es uno de los jefes finales, alternando con Wolfgang Krauser. Sin embargo, las versiones alternas de Andy Bogard, Billy, Kane, Blue Mary y Tung Fu Rue no están disponibles.
Se presentan dos nuevos personajes: Li Xiangfei, una camarera chino-estadounidense, y Rick Strowd, un boxeador nativo americano. El videojuego también tiene al piloto de biplanos Alfred, el protagonista de Real Bout Fatal Fury Special: Dominated Mind, la versión de PlayStation de Real Bout Special, como un jefe final secreto.
| - Terry Bogard - Andy Bogard - Joe Higashi - Kim Kaphwan - Mai Shiranui - Blue Mary | - Duck King - Jin Chonshu - Jin Chonrei - Ryuji Yamazaki - Hon Fu | - Bob Wilson - Franco Bash - Sokkaku Mochizuki - Billy Kane - Geese Howard |

## Versiones caseras
Fatal Fury: First Contact, un videojuego basado libremente en Real Bout 2, se lanzó para Neo Geo Pocket Color en 1999. Esta versión agrega un nuevo personaje llamado Lao, que solo se puede jugar en el modo Versus, pero a la vez carece de varios personajes de la versión arcade.
Real Bout 2 también se incluyó en la compilación Fatal Fury: Battle Archives vol. 2 para PlayStation 2 de 2007. Esta versión tiene disponible a Alfred como un personaje jugable.
La versión de Neo-Geo tiene versión para la Consola Virtual de Wii, lanzada en Japón el 19 de junio de 2012 y en Europa el 4 de octubre de 2012. En América del Norte, Nintendo estableció accidentalmente la fecha de lanzamiento del 27 de marzo de 2008 en la página oficial del juego en el sitio de Nintendo, pero el juego fue lanzado el 27 de septiembre de 2012.

## Recepción
El videojuego recibió en su mayoría críticas de positivas a mixtas.